# Richard A. Teague
Richard A. Teague (Los Angeles, 23 dicembre 1923 – San Diego, 5 maggio 1991) è stato un designer statunitense attivo nel settore delle automobili.

## Notizie biografiche

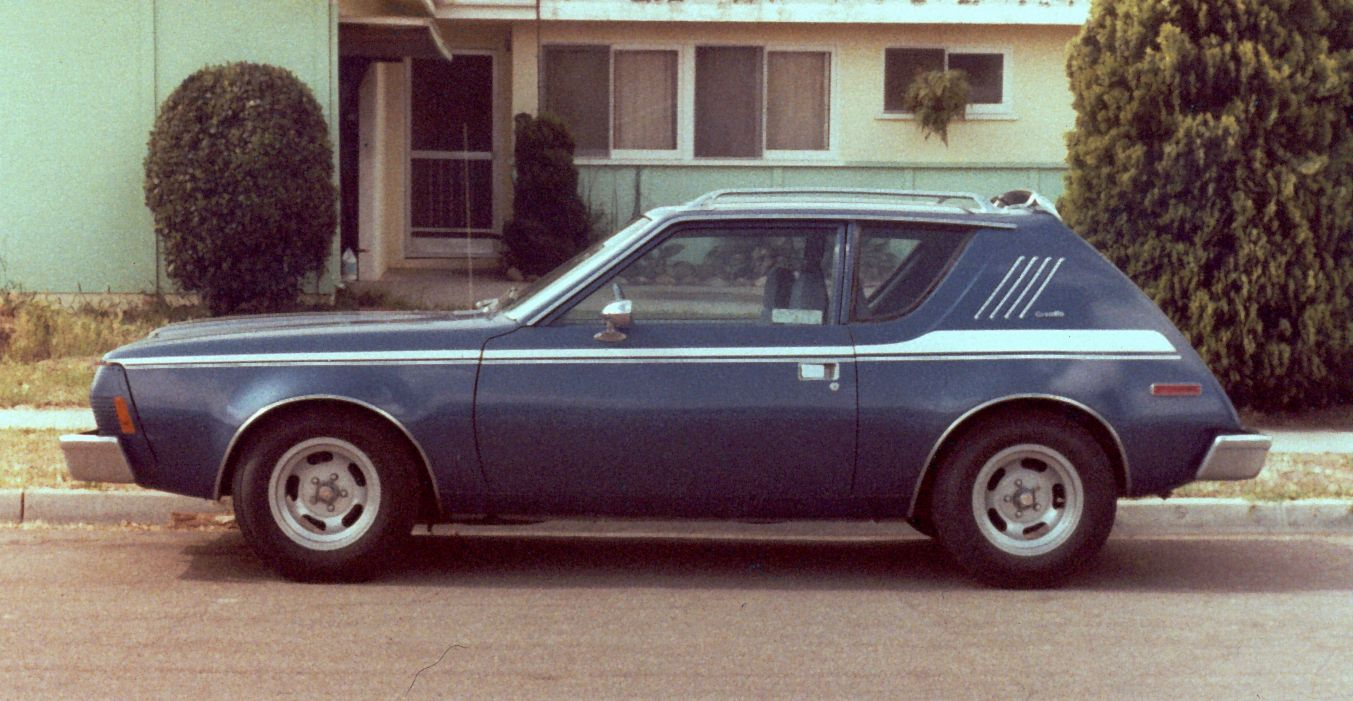
Una AMC Gremlin, opera di Richard A. Teague

Il nome di Richard A. Teague è e rimarrà per sempre indissolubilmente legato a quello della American Motors Corporation ed alla sua produzione automobilistica compresa tra gli anni sessanta e la metà degli anni ottanta del Novecento.

Richard A. Teague, noto agli amici anche con il nome di Dick, conobbe una certa dose di fama già in tenerissima età, quando si trovò a recitare in alcuni film muti degli anni venti. In seguito, tuttavia, la sfortuna si abbatté in maniera beffarda sulla famiglia Teague: nel 1929, infatti, in seguito ad un incidente stradale, la madre venne ridotta all'invalidità motoria, mentre il piccolo Richard perse la vista all'occhio destro ed ebbe anche dei problemi a causa della frattura di una mascella e della perdita di alcuni denti.
Quella che sembrava una promettente carriera cinematografica venne così brutalmente spezzata e Richard, nel corso dei primi anni della sua vita, cominciò a sperimentare un nuovo campo di interessi, quello del design automobilistico ed aeronautico, un settore su cui alcuni dubitavano fortemente nelle sue possibilità di successo, proprio a causa del suo handicap, che non gli permetteva di valutare appieno le prospettive. Unica conseguenza del suo handicap nei rapporti con il resto del mondo fu invece semplicemente quello di non essere ammesso nell'esercito in pieno periodo bellico. Per quanto riguardava il design automobilistico, Richard A. Teague studiò e si diede da fare: il suo primo disegno di un'autovettura è stato del 1932 quando Richard aveva appena nove anni.

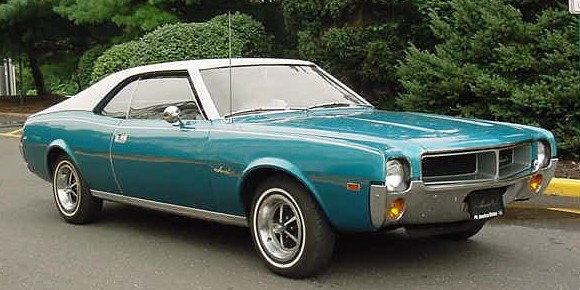
Una AMC Javelin, coupé sportiva disegnata da Teague

Dopo essersi diplomato nel 1942 alla Dorsey High School, Richard A. Teague venne assunto alla Northrop Aircraft come illustratore tecnico, nell'ufficio diretto da Paul Browne, quest'ultimo proveniente dalla General Motors, dove aveva lavorato con Bill Mitchell.

Al termine della guerra, Teague venne assunto dalla Kaiser Motors, ma per breve tempo. Infatti, già nel 1948, approdò alla General Motors, inizialmente come designer apprendista, ed in seguito nel reparto di design avanzato della Cadillac, ma durante i tre anni trascorsi alla GM, Teague si occupò anche di modelli Oldsmobile, altro marchio appartenente al colosso automobilistico di Detroit.
Nel 1951, Teague convolò a nozze con Marian, lasciò la General Motors e venne assunto dalla Packard come capo designer, sotto l'ala protettrice di Frank Hershey. Nel 1952 quest'ultimo lasciò la Packard per la Ford e Teague venne promosso alla carica di direttore del design. La prima metà degli anni cinquanta fu piuttosto difficile per la vita professionale di Teague, perché la Packard versava in condizioni economiche tutt'altro che floride e i lavori dei quali veniva incaricato erano sempre e solo quelli di ristilizzare modelli già vecchi perché non si disponeva delle risorse per progettarne e realizzarne di completamente nuovi. Nonostante ciò, Teague seppe destreggiarsi con estrema abilità e propose dei modelli vecchi nel progetto, ma assolutamente freschi nello styling.
Quando nel 1958, la Packard chiuse i battenti e venne assorbita dalla Chrysler,  Teague si ritrovò alla dipendenze del nuovo marchio, nuovamente come capo designer. Ma dopo poco tempo, in seguito a conflitti interni con altri personaggi del direttivo della Casa, Teague lasciò anche la Chrysler, inizialmente con l'intenzione di non dedicarsi più al design automobilistico.

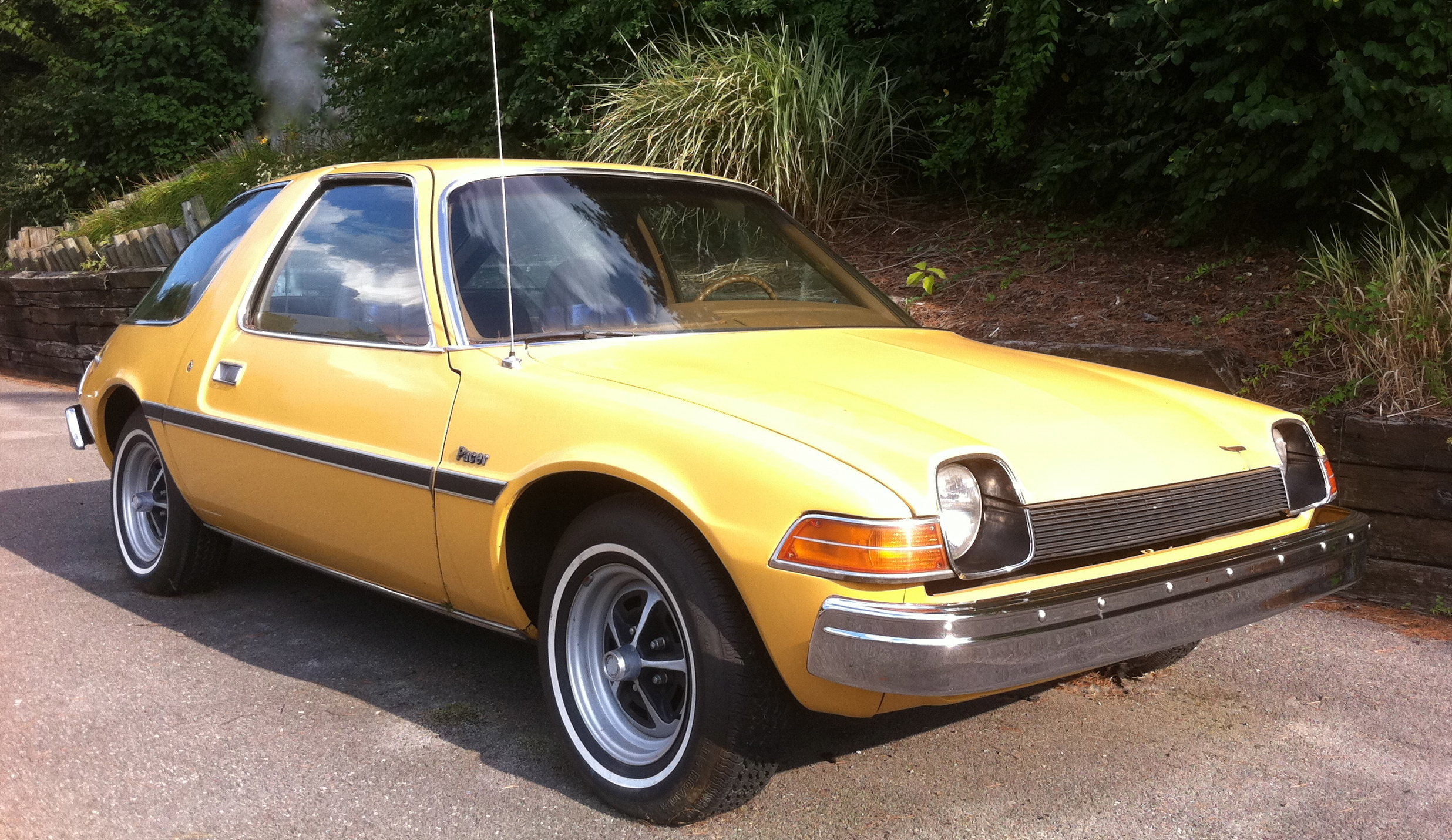
Una AMC Pacer, altro modello la cui linea venne firmata da Teague

Ben presto la vecchia passione tuttavia si riaccese e nel 1959 Teague venne assunto alla AMC (American Motors Corporation), inizialmente come capo designer. Quando nel 1961 il suo diretto superiore Edmund E. Anderson lasciò la AMC, Teague divenne direttore del design AMC. L'apice si ebbe nel 1964, quando Teague venne ulteriormente promosso a vice presidente del design AMC, posizione che mantenne fino al 1983, anno del suo ritiro.
Sotto la dirigenza di Teague, la AMC commercializzò alcuni dei suoi più significativi modelli, spaziando dalle auto sportive (come la Javelin) alle compatte più economiche (come le varie Gremlin e Pacer). In particolare queste ultime vennero preannunciate dalla presentazione della concept AMX GT.

Come peraltro aveva già evidenziato nel suo periodo trascorso alla Packard, Teague si dimostrò un maestro nel riuscire a proporre vetture anche radicalmente differenti tra loro, utilizzando componentistica in comune. Tale aspetto raggiunse uno dei suoi apici con la concept-car Cavalier.
Nel 1976, Teague venne nominato "Uomo dell'anno" da una rivista di industria automobilistica.

Uno degli ultimi lavori di Teague prima del suo ritiro fu la linea delle prime Jeep Cherokee.

Dopo una lunga malattia, Teague si spense nel 1991.